# Jammin' with Friends
Jammin' with Friends es el quinto álbum de estudio del músico estadounidense Bret Michaels, publicado el 25 de junio de 2013. El disco cuenta con colaboraciones de músicos como Ace Frehley, Gary Rossington, Scot Coogan, Phil Collen y Miley Cyrus.

## Lista de canciones
1. "Nothin' but a Good Time"
2. "Sweet Home Alabama"
3. "Talk Dirty to Me"
4. "Get Your Rock On"
5. "The App Song"
6. "Every Rose Has Its Thorn"
7. "Raine"
8. "Driven" (Extended Rock Mix)
9. "Nothing to Lose"
10. "What I Got"
11. "Go That Far" (Hybrid Mix)
12. "Fallen"
13. "Party Rock Band"
14. "You Know You Want It"
15. "Margaritaville"
16. "Every Rose Has Its Thorn" (Versión country)
17. "Something to Believe In"
18. "Nothin' but a Good Time"
19. "Get Your Ride On"

## Listas de éxitos
| Lista (2013)                     | Posición máxima |
| -------------------------------- | --------------- |
| Billboard 200                    | 80              |
| Billboard Top Rock Albums        | 29              |
| Billboard Top Independent Albums | 23              |
| Billboard Top Hard Rock Albums   | 13              |